# 海灣底鱂
海灣底鱂為輻鰭魚綱鯉齒目鯉齒亞目底鱂科的其中一種，為溫帶魚類，分布於美國阿拉巴馬州至佛羅里達、墨西哥灣北部淡水、半鹹水流域，體長可達6.5公分，棲息在底中層水域，生活習性不明。

## 擴展閱讀
維基物種上的相關：海灣底鱂